# Buczolich Zoltán
Buczolich Zoltán (Budapest, 1961. –) magyar matematikus, egyetemi tanár. A matematikai tudományok kandidátusa (1988), a Magyar Tudományos Akadémia doktora (2007), a Magyar Tudományos Akadémia levelező tagja (2022).

## Életpályája
Gimnáziumi tanulmányait a budapesti Trefort utcai gimnáziumban (korábban: Mintaiskola) végezte el. 1985-ben az Eötvös Loránd Tudományegyetemen (a legmagasabb) kitüntetéssel végezte matematikából az amerikai mesterfokozatnak megfelelő szinten, azaz 5 év egyetemi szintű matematikai tanulmányok után. 1985-ben a Magyar Tudományos Akadémia ösztöndíjasaként belépett az Eötvös Loránd Tudományegyetem doktori programjába. 1985–1988 között amíg a Magyar Tudományos Akadémia posztgraduális képzésére járt, az Eötvös Loránd Tudományegyetemen is tanított. 1988-ban Laczkovich Miklós professzor irányításával befejezte a "második doktori disszertációt", és megkapta a tudományok kandidátusa címet. E magasabb fokozat alapján szerezte meg a doktori fokozatot az Eötvös Loránd Tudományegyetemen.
1988–1991 között az Eötvös Loránd Tudományegyetem Analízis Tanszékének adjunktusa volt. 1989–1990 között a Davis-i Kaliforniai Egyetem vendégprofesszora volt. 1990–1993 között a Bolyai János Matematikai Társulat Tudományos Bizottságának titkára volt. 1990–1996 között Budapesten másodállásban komplex analízist tanított a Budapest Semesters in Mathematics programjában. 1991–1992 között az Eötvös Loránd Tudományegyetemen tanított, úgynevezett "adjunktus" professzorként. 1991–1992 és 1994–1998 a Matematika Tanszékek I. Csoportja Tanácsának tagja (ELTE). 1992–2011 között az Eötvös Loránd Tudományegyetem docense volt, 2011-től professzora. 1994-ben a Wisconsini Egyetem vendégprofesszora volt Milwaukee-ban. 1994–1996 között a Magyar Tudományos Akadémia Matematikai Bizottságának tagja volt. 1994–2011 között a Bolyai János Matematikai Társulat Schweitzer-versenybizottságának tagja volt. 1996–2000 között a Magyar Nemzeti Tudományos Alapítvány matematikai "zsűrijének" tagja volt. 1999-ben habilitált az Eötvös Loránd Tudományegyetemen. 2000-ben A mértékelmélet geometriai és dinamikai aspektusai nyári egyetem szervezője (Révfülöp) volt. 2001–2002 között a Michigani Állami Egyetem vendégprofesszora volt. 2003-ban az Észak-Texasi Egyetem vendégprofesszora volt. 2004-től a Real Analysis Exchange szerkesztőbizottságának tagja. 2007-ben a Magyar Tudományos Akadémia doktora lett. 2010–2014 között a Magyar Tudományos Akadémia Bolyai János-ösztöndíjának matematikai ösztöndíjbizottságának tagja volt. 2012–2018 között a Magyar Tudományos Akadémia közgyűlésének nem akadémikus képviselője volt. 2012–2019 között az Eötvös Loránd Tudományegyetem Természettudományi Karának matematikai tudományok habilitációs bizottságának tagja volt. 2017-ben egy hónapos látogatást tett a Mittag-Leffler Intézetben. 2017–2018 között egyéves vendégkutatói állást vállalt a budapesti Rényi Alfréd Matematikai Kutatóintézetben. 2019-től az Eötvös Loránd Tudományegyetem Természettudományi Karának Matematikai Szakterületi Habilitációs Bizottság elnöke. 2019-től az Acta Mathematica Hungarica szerkesztőbizottságának tagja. 2019-től a Magyar Tudományos Akadémia Matematika Tanszék Doktori Bizottságának tagja. 2022-ben a Magyar Tudományos Akadémia levelező tagja lett.

## Munkássága
2005-ben megoldotta az – akkor már 40 éve nyitott – ún. gradiensproblémát. Megmutatta, hogy egy nyílt halmaznak egy többváltozós függvény gradiense általi fordított képe lehet nemüres és nullmértékű. Konstrukciójának egészen újszerű módszere később önálló kutatások tárgya lett, és számos más területen is alkalmazták. Daniel Mauldinnal, Jean-Pierre Kahane-nal a témában írt dolgozatai számos régi és nehéz problémát oldanak meg. Ugyancsak kiemelkedőek a nem konvencionális ergodikus közepekre vonatkozó eredményei. Különösen fontosak a 2010-ben Daniel Mauldinnal közösen írt és az Annals of Mathematics-ben megjelent 50 oldalas dolgozata, amely megoldja Jean Bourgain {\displaystyle L^{1}}-függvények négyzetek mentén vett ergodikus közepek konvergenciájára vonatkozó problémáját.

## Díjai
- Rényi Kató-emlékdíj (1985)
- Felsőoktatási Tanulmányi Érdemérem (Művelődési Minisztérium, 1986)
- Grünwald Géza-díj (1987)[6][7]
- Alexits György-díj (1994)[6]
- Széchenyi professzor ösztöndíj (1997-2001)
- Öveges professzor ösztöndíj (2006-2007)
- Akadémiai Díj (2020)[6][8][9]